# Manija
Manija Dalérovna Sanguín (rus: Манижа Далеровна Сангин; Duixanbe, 8 de juliol del 1991) és una cantant russa.

## Biografia
Manija va néixer el 1991 a Duixanbe, el capital de l'antiga República Socialista Soviètica del Tadjikistan. El seu pare era metge, la seva mare psicòloga i modista. Els seus pares es van divorciar quan era petita. El seu pare sempre es va oposar a una carrera de música per la seva filla, perquè segon ell, no era compatible amb l'islam. Més tard va canviar el seu nom de naixement, Khamràieva, a Sanguín, de la seva àvia que li va fer costat en la decisió de dedicar-se a la música. El 1994 va fugir amb la seva família a Moscou a causa de l'esclat de la Guerra Civil del Tadjikistan. Va estudiar Psicologia a la Universitat Estatal Russa d'Humanitats.
El 2017 va publicar el seu primer àlbum, Manuscript. El 2021 va guanyar la preselecció russa pel Festival de la Cançó d'Eurovisió 2021, que va tenir lloc a la ciutat neerlandesa de Rotterdam, amb la cançó Russian Woman.